# Crow T. Robot
Crow T. Robot ("Crow") is een personage uit de Amerikaanse sciencefiction/comedy-televisieserie Mystery Science Theater 3000 (MST3K). Crow is een robot, die samen met anderen naar B-films kijkt en deze belachelijk maakt.

## Achtergrond

### Creatie
Volgens de MST3K verhaallijn is Crow net als de andere robots in de serie een creatie van Joel Robinson. Hij maakte de robots om hem door de vreselijke films heen te helpen.
Crow is een goudkleurige robot bestaande uit verschillende voorwerpen die Joel overal in de Sattellite of Love vond. Zo heeft hij een ping pong bal als oog, een bowlingpin als mond, een Cooper hockeymasker en een lichaam gemaakt van een Tupperware.
Crow is de meest humanoïde van de robots. Hij beweegt zich voort op twee benen, maar deze worden maar zelden gezien.

### Naam
De "T" in Crows naam staat voor "The". In aflevering #K19 maakte Joel bekend dat Crow een afkorting is voor "Cybernetic Remotely Operated Woman".
Crow wordt soms ook "Art" genoemd, met name door de antagonist Pearl Forrester. Deze naam ontstond als gevolg van een grap in aflevering 203, Jungle Goddess, waarin Joel de robots een voor een introduceert op dezelfde manier als Jackie Gleason zijn mede castleden uit The Honeymooners altijd introduceerde. Bij deze introductie noemde Joel Crow "Art Crow!", een referentie naar de manier waarop Gleason altijd zijn partner Art Carney aankondigde. Later ontvingen de producers van de serie een brief van een jonge kijker die deze culturele referentie blijkbaar had gemist, en dacht dat Art Crows echte naam was. Deze brief werd voorgelezen in aflevering 402 The Giant Gila Monster. Dit zette de schrijvers ertoe aan van de naam "art" een running gag te maken.

### Persoonlijkheid
Oorspronkelijk gedroeg Crow zich het meest volwassen van alle robots, maar naarmate de serie vorderde werd zijn gedrag steeds kinderlijker. Net als de andere robots zag Crow Joel als een vaderfiguur, en kon hij minder goed overweg met Mike Nelson.
Crow heeft zich tijdens de series met vele hobby’s beziggehouden waaronder:
- Het schrijven van zijn eigen scripts, waaronder Earth vs. Soup, Peter Graves at the University of Minnesota, The Spy Who Hugged Me, en Chocolate Jones and the Temple of Funk. Hij schreef ook een documentaire genaamd Crow T. Robot's Bram Stoker's The Civil War.

- Lid van de Kim Cattrall en Estelle Winwood fanclubs.

- Meeschrijven aan een musical genaamd Supercalifragilisticexpiali-wacky!

- Schrijven van een kerstlied genaamd "Let's Have a Patrick Swayze Christmas".

Daarnaast hield Crow zich vaak bezig met het maken van ontsnappingsplannen, die geen van allen slaagden.
Eind seizoen 7 veranderde Crow net als de andere inzittenden van de Satellite of Love in pure energie nadat de Satellite aan de rand van het universum was beland. Begin seizoen 8 bleek echter dat hij echter binnen 5 minuten alweer terugkeerde naar de Satellite of Love, alwaar hij de 500 jaar erop de hele satelliet een make-over gaf van binnen. In deze 500 jaar maakte hij ook een verandering door. Zo bleek zijn stem te zijn veranderd, en kon hij zich Mike Nelson aanvankelijk niet herinneren. Een fantheorie omtrent deze gebeurtenis is dat Crow een beroerte zou hebben gehad tijdens de 500 jaar in de Satellite of Love.

### Stem
De stem van Crow werd gedaan door Trace Beaulieu in seizoen 0 tot 7, en door Bill Corbett in de rest van de serie. Derhalve veranderde begin seizoen acht Crows stem ineens. Deze verandering van zijn stem werd nog lange tijd gebruikt als grap in de serie. Zo zei Crow vanaf dit seizoen in de Robot Roll Call altijd "I'm different!".

## In andere media
- In een aflevering van Futurama getiteld Raging Bender werd Crow, samen met Tom Servo, gezien in een bioscoop. In deze cameo zag men, net als in het grootste gedeelte van de MST3K-afleveringen, enkel Crows silhouet.

- In de Archie Comics serie Sonic the Hedgehog bevocht Sonic een robot die sterk leek op Crow.

- Crow is te zien op de voorgrond in een deel van Star Wars Tales.

## Trivia

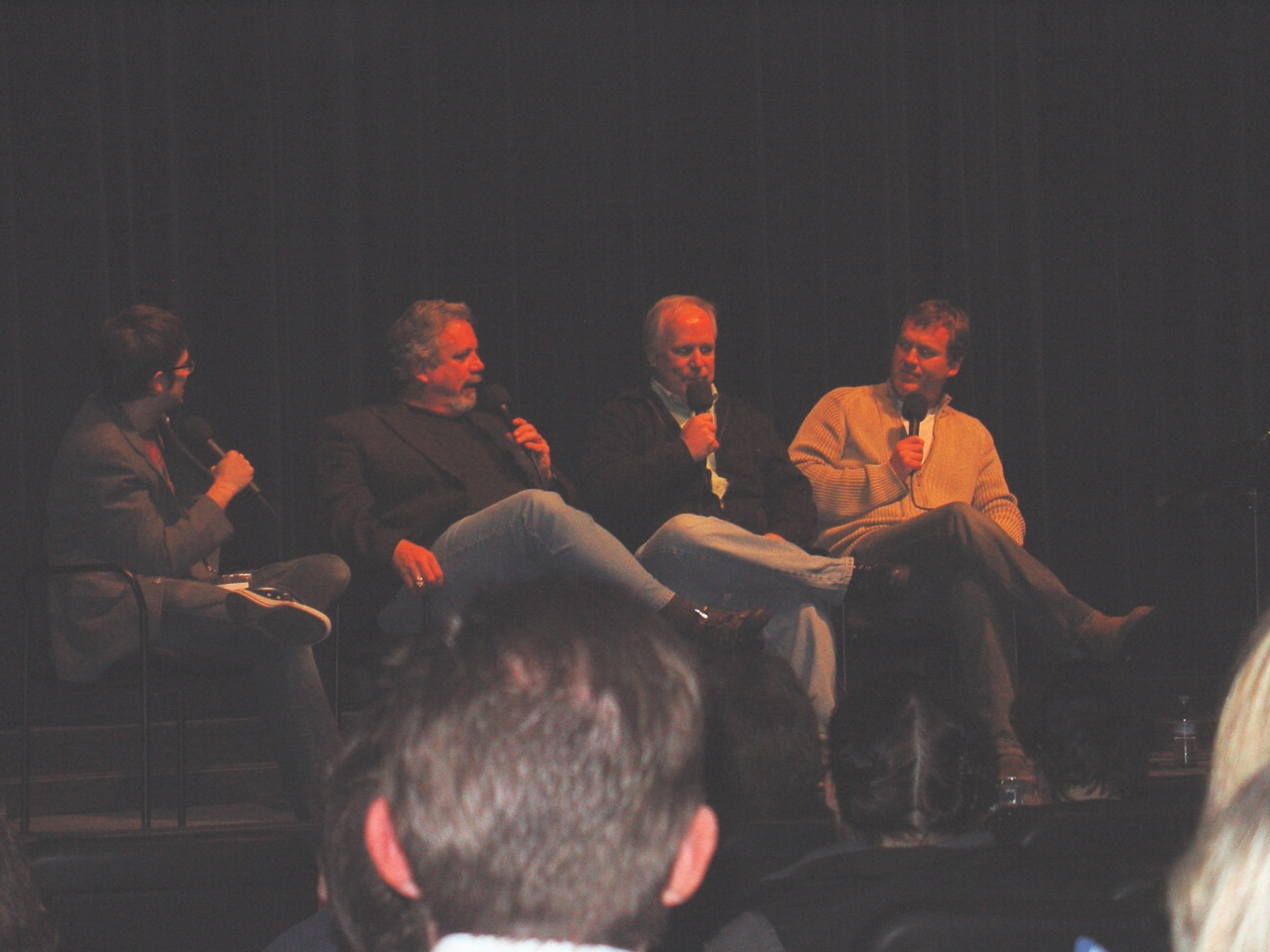
Bill Corbett (midden) speelde Crow in de laatste seizoenen van MST3k

- Crow is de enige van de robots die ooit Deep 13 heeft bezocht.
- Een running gag in vooral de laatste paar seizoenen was dat Crow voortdurend zijn kostuum aanpaste aan personages uit de film die in een aflevering centraal stond.
- De originele Crow-pop werd door Joel Hodgson gemaakt in de nacht voor het filmen van de eerste aflevering.